# 聖爵

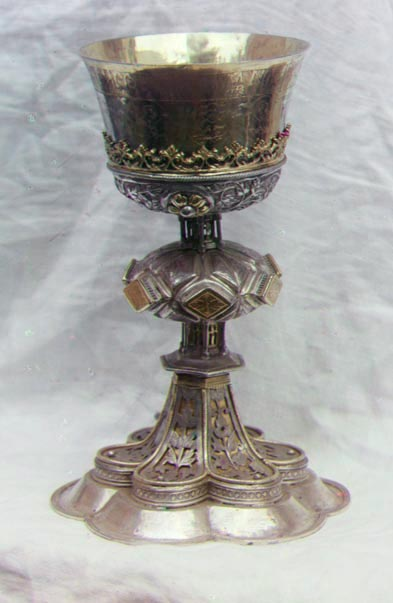
聖爵（コストロマのイパチェフ修道院のもの・セルゲイ・プロクジン＝ゴルスキーにより1911年撮影）

聖爵（せいしゃく、ポティール、ギリシア語: Άγιο Ποτήριο, ロシア語: Потир, 英語: Chalice）とは、正教会の聖体礼儀において用いられる金属製の杯。イイスス・ハリストス（イエス・キリストの現代ギリシャ語・スラヴ語読み）の聖体・尊血となるパンと葡萄酒がここに入れられる。西方教会の聖杯（カリス、チャリスとも）に相当する。
一応、聖爵との漢字表記が存在し、「せいしゃく」とも読めるが、日本正教会ではスラヴ語からそのまま転写して「ポティール」と呼ばれる事がより一般的であり、明治時代の文献にも「聖爵」の字に「ポティール」とのルビが付けられている。
聖爵には領聖時に信徒が接吻するのを除き、神品 (正教会の聖職)以外には触れる事は許されていない。
聖爵には十字架やイコンが彫り込まれて装飾されている事が多い。
尊血となる葡萄酒のみを聖杯に入れる西方教会とは異なり、正教会では聖爵に聖体となったパンも入れられる（信徒の領聖に先立つ神品の領聖時には、まだ聖体は聖爵には入れられず、別途手を使って領聖される）。信徒の領聖にあたっては、主教もしくは司祭が聖爵に入れられた聖体を聖匙（、ルジーツァ）と呼ばれるスプーンのようなさじを使って尊血ごと掬い、これを信徒の口に入れ、信徒がこれを受ける。
聖体礼儀終了後、聖体と尊血となったパンと葡萄酒は、司祭もしくは輔祭によって余さず領食（りょうしょく）される。聖体を食べ尽くす任に当る司祭もしくは輔祭には、熱湯を用いて聖爵の内側に残った聖体尊血をきれいに溶かし込み、これを領食する事が義務付けられ、一片一滴も残すことは許されていない。
聖体礼儀の時に使用される時以外には、聖爵は聖堂・至聖所内の奉献台に置かれ、「太気（たいき）」と呼ばれる布で覆われる。